# За что? (рассказ)
«За что?» — рассказ Льва Толстого о судьбе поляков, сосланных в Сибирь после восстания 1830 г.

## История написания
Сюжет взят из книги «Сибирь и каторга» (ч. 1-3. СПб., 1891) С. В. Максимова. История семьи Мигурских взволновала Толстого. Решив начать работу над этим сюжетом, Толстой попросил И. А. Бодуэна де Куртенэ и В. В. Стасова прислать книги по истории польского восстания 1830 г.. Рассказ был написан с января по апрель 1906 г..

## Прототипы и персонажи
В рассказе сохранены имена главных действующих лиц истории, послужившей основой сюжета — семьи Мигурских. Другие персонажи сочинены Толстым.

## Экранизации
- За что? фильм 1919 года режиссёра Ивана Перестиани
- За что? фильм 1995 года режиссёра Ежи Кавалеровича